# Vila fortificada de Trasserra
La Vila fortificada de Trasserra és la vila murada, fortificada, medieval d'estil romànic del poble de Trasserra, a la comarca del Rosselló, Catalunya Nord.
Envoltava la totalitat del poble vell, amb la cellera primigènia en el seu interior.